# Félix Cárdenas
Félix Rafael Cárdenas Ravalo (født 24 november 1972 i Encino, Santander) er en colombiansk tidligere professionel landevejscykelrytter.